# Comprehensive Perl Archive Network
Pour les articles homonymes, voir CPAN.
 (septembre 2016).
Améliorez-le ou discutez des points à vérifier. 
Le Comprehensive Perl Archive Network, ou CPAN, est un site Web consacré au langage de programmation Perl. CPAN désigne également un module Perl servant à accéder à ce site. Son nom vient du Comprehensive TeX Archive Network, ou CTAN, son homologue consacré à TeX.

## CPAN, l'archive
CPAN est un sigle pour Comprehensive Perl Archive Network (réseau complet d'archives Perl). Il s'agit d'une archive dense de logiciels, de bibliothèques de fonctions utilitaires écrits en langage Perl, voire dans d'autres langages (mais néanmoins accessibles en Perl), et de documentation concernant ce langage. On la trouve sur Internet en suivant l'URL http://www.cpan.org/ ou ses nombreux serveurs miroirs à travers le monde.
L'archive CPAN a été mise en ligne en octobre 1995.
Les logiciels et bibliothèques de fonctions sont suivis et testés par une communauté active, ce qui donne à Perl un nombre de domaines d'applications très important. Il est largement recommandé de faire usage de ce site dès qu'on cherche à mettre en œuvre une fonctionnalité en Perl, en recherchant au préalable sur http://search.cpan.org si quelqu'un n'a pas déjà réalisé un tel module.

### Statistiques
Nombre de lignes du code source mis à disposition dans CPAN : 15,4 millions de lignes en juillet 2004, soit l'équivalent en volume d'instructions de la distribution Linux Red Hat 6.2 (mais essentiellement en Perl au lieu d'être majoritairement en C).

## CPAN, le module
CPAN est également le nom d'un module Perl qui rend aisés le téléchargement, l'installation, la mise à jour et la maintenance des autres modules Perl qui sont archivés sur le CPAN. Il prévoit de nombreux protocoles pour le téléchargement, l'utilisation de proxies/pare-feux ; et réalise la vérification des dépendances entre modules, en téléchargeant/installant automatiquement les modules nécessaires si l'utilisateur l'a choisi.
Pour des raisons de performance, certains modules contiennent du code en C et nécessitent la présence d'un compilateur C comme gcc pour être installés par CPAN.